# 帕勒斯坦
帕勒斯坦（Palestine）位于美国得克萨斯州东部，是安德森县的县治所在，面积46.3平方公里。根据美国2000年人口普查，共有17,598人，其中白人占64.6%、非裔美国人占24.77%。